# Сон
Сон (lateinische Transkription: Son, russisch für „Traum“ bzw. „Schlaf“), häufig auch CoH geschrieben, ist der Künstlername des russischen Computermusikers Iwan Pawlow (* 1968, Russland).

## Leben
Pawlow wuchs auf in Nischni Nowgorod und lernte als Kind klassische Gitarre und Klavier spielen, als Teenager spielte er in Heavy-Metal-Bands, und spezialisierte sich mit einer Ausbildung als Tonmeister. 1992 komponierte er bereits erste Stücke auf Computern, damals noch mit der Tracker-Software Scream Tracker auf MS-DOS.
1992 graduierte er an der Lobatschewski-Universität Nischni Nowgorod und war dort bis 1995 als Wissenschaftlicher Assistent („Junior Researcher“) tätig. 1995 zog er als Gastwissenschaftler („Guest Researcher“) nach Schweden, um dort an der Königlich Technischen Hochschule Stockholm zu arbeiten und ab 1997 zu promovieren. Sein Forschungsgebiet ist die Lärmminderung durch Barrieren.
Eine Auswahl seiner Stücke ließ Pawlow Musikern zukommen, die er schätzte, darunter Mika Vainio von Pan Sonic, der während einer Bahnfahrt Carsten Nicolai Ausschnitte daraus vorspielte. Nicolai bot Pawlow unverzüglich eine Veröffentlichung auf seinem noch jungen Label Raster-Noton an. Dem Label ist Pawlow eng verbunden geblieben, ein großer Teil seines Werks erschien dort.
Pawlow ist Vater zweier Töchter.

## Arbeitsweise
Pawlow arbeitet ausschließlich mit Computern, da die dort mögliche grafische Darstellung eines Tons seinen persönlichen Vorstellungen am ehesten entspricht. Als Einflüsse zitiert er neben Coil auch Giorgio Moroder sowie Kraftwerk, Pil, und Heavy-Metal-Bands wie Iron Maiden Slayer oder Kreator. Trotz seiner Vorliebe für computergestütztes Komponieren hat er in Veröffentlichungen ab 2002 zunehmend auch mit Klängen von akustischen Instrumenten gearbeitet, vor allem Saiteninstrumenten (Gitarre, Saz, Oud), aber auch Pianoklängen.

## Kollaborationen
Pawlow hat neben seinen zahlreichen Soloveröffentlichungen mit der Band Coil, John Balance (Love Uncut), Little Annie, Richard Chartier (Chessmachine) und Cosey Fanny Tutti (Сон plays Cosey) zusammengearbeitet, 2008 gründete er mit Peter Christopherson das Duo Soisong. Pawlow betreibt nebenher gemeinsam mit John Everall ein kleines Label namens „Wavetrap“, dessen Veröffentlichungen von Raster-Noton vertrieben werden. Unabhängig davon erscheinen regelmäßig von ihm handgefertigte Veröffentlichungen in sehr kleinen Auflagen zwischen sieben und dreißig Exemplaren.

## Diskografie (Auswahl)
- 1998: Enter Tinnitus
- 1999: Into Memories Of S-Tone. For Gavin Bryars / 20’ To 2000. April
- 1999: Vox Tinnitus
- 2000: Love Uncut
- 2000: Mask Of Birth
- 2002: Netmörk
- 2002: Seasons
- 2002: Москве
- 2003: Electric Electric
- 2005: 0397 Post-Pop
- 2007: Strings
- 2008: Сон Plays Cosey
- 2010: Z-Rated
- 2011: Iiron
- 2013: RETRO-2038
- 2014: TO BEAT

## Nachweise
1. ↑  Selbstauskunft auf seiner Website an der Königlich Technischen Hochschule Stockholm von 1996, Internet Archive (Memento vom 28. Januar 1999 im Internet Archive)
2. 1 2 3  Susanna: COH - S Is For COH. In: Grooves Magazine, Spring 2003, rarefrequency.com
3. ↑  Booklet zur CD Z-Rated, rotorelief, 2010
4. ↑  Curriculum Vitae auf der Website der Königlich Technischen Hochschule Stockholm von 1998, Internet Archive (Memento vom 10. Januar 1998 im Internet Archive)
5. 1 2 3 4  Chris Sharp: Constructive melancholy. In: The Wire, 272, 2006, S. 10
6. ↑  Ivan Pavlov / Сон Interview. In: Rare Frequency, ausgestrahlt am 16. April 2006 auf WZBC (Boston/Massachusetts), zitiert nach dem Podcast Special Ed. 08, rarefrequency.com
7. ↑  secretthirteen.org: Secret Thirteen Interview - CoH | Secret Thirteen - Infinite Music and Art Journal, Zugriff am 13. August 2014
8. ↑  theofflinepeople.blogspot.de: the offline people: Interview : COH (Ivan Pavlov), Zugriff am 13. August 2014